# Курское сельское поселение (Крым)
Курское се́льское поселе́ние (укр. Курське сільське́ посе́лення, крымскотат. Къышлав кой юрту, Qışlav köy yurtu) — муниципальное образование в Белогорском районе Республики Крым России.
Административный центр — село Курское.

## География
Расположено в восточной части Белогорского района, на западной окраине Внутренней гряды Крымских гор, в Сало-Индольской котловине , образованной слиянием долин рек Салы и Индол.

## Население
| 2001  | 2014  | 2015  | 2016  | 2017  | 2018  | 2019  |
| ----- | ----- | ----- | ----- | ----- | ----- | ----- |
| 1541  | ↘1426 | ↗1427 | ↗1433 | ↘1430 | ↘1423 | ↘1417 |
| 2020  | 2021  |       |       |       |       |       |
| ↘1416 | ↗1587 |       |       |       |       |       |

## Состав
В состав сельского поселения входят 2 населённых пункта:
| № | Населённый пункт | Тип населённого пункта       | Население |
| - | ---------------- | ---------------------------- | --------- |
| 1 | Курское          | село, административный центр | ↘1204     |
| 2 | Тополевка        | село                         | ↘222      |

## История
В советское время был образован Курский сельский совет.
На 15 июня 1960 года в составе совета числилось сёла:

| - Курское - Мичурино - Опытное | - Первое Мая - Тополевка |

Статус и границы Курского сельского поселения установлены Законом Республики Крым от 5 июня 2014 года № 15-ЗРК «Об установлении границ муниципальных образований и статусе муниципальных образований в Республике Крым».